# Окіносіма (острів)
Окіношіма, Окіносіма(яп. 沖ノ島, Okinoshima) — острів на півдні Японії. 9 липня 2017 року ЮНЕСКО віднесло острів Окіносіма до списку об'єктів всесвітньої спадщини як Священний острів Окіносіма та пов’язані з ним місця в регіоні Мунаката.

## Географія
Окіносіма розташований між Корейським півостровом і Кюсю, третім за величиною островом в Японії. Є частиною міста Мунаката. Площа острова 0,97 км². Найвища точка 244 м над рівнем моря.

## Історія
Острів був культивованою територією до Російсько-японської війни, коли було побудовано десять фортів, щоб захистити його. На острові жили три рибальські сім'ї.
У 1925 році Інститут імені Імперської Армії Японії з науки та техніки ініціював секретну програму з розробки хімічної зброї на основі великих досліджень, які показали, що хімічна зброя виробляється на всій території Сполучених Штатів та Європи. Японія підписала Женевський протокол 1925 року, який заборонив використання хімічної зброї. Попри те, що розробка та зберігання хімічної зброї не були заборонені, Японія пішла надзвичайно довго, щоб забезпечити таємницю будівництва заводу з хімічних боєприпасів, розпочатого в 1929 р., Навіть попри те, щоб видалити записи про острів з деяких карт. Завод був побудований протягом періоду з 1927 по 1929 рік, і був домом для об'єкта з хімічної зброї, який виробляв понад шість кілотонн гірчичного газу та сльозогінного газу.
Острів був  ізольований від інших районів, в разі катастрофи. Під юрисдикцією японських військових, місцевий процесор збереження риби був перетворений у токсичний газовий реактор. Жителям та потенційним працівникам не було сказано, що завод є токсичним, все було в таємниці; умови праці були жорсткими, і багато хто хворів на хвороби, пов'язані з токсичним впливом.
Після закінчення війни документи, що стосуються цього заводу, були спалені, і Союзницькі окупаційні сили розпорядилися газом шляхом скидання, спалення або його поховання,  людям було сказано мовчати про проєкт. Кілька десятиліть тому жертви  отримали державну допомогу на лікування. У 1988 році був відкритий Музей отруйного газу в Окуносімі.

## Храм
На острові знаходиться храм Окіцу, що належить до групи великих синтоїстських храмів Мунаката-Таїша. З давніх-давен Окіносіма був центром численних обрядів і ритуалів: тут молилися про безпечне плавання кораблів і про успішну торгівлю з іншими країнами.
Храм присвячений Тагорі Хіме-но-камі — богині моря. Окіносіма вважається священним місцем, острів заборонено відвідувати жінкам. Проте і чоловікам потрапити на острів не так-то просто. По-перше, приїхати туди можна тільки один раз в році, 27 травня — в день пам'яті моряків загиблих у Цусімській битві під час Російсько-японської війни. По-друге, і в цей день діє обмеження: одночасно відвідати острів можуть тільки 200 чоловіків.
Паломники, перед тим, як ступити на дорогу, що веде до храму Окіцу, повинні роздягтися і зробити в море ритуал очищення. Чоловіки не повинні нікому розповідати подробиці своєї поїздки, і, крім того, їм заборонено що-небудь вивозити з острова.